# El archivo de las tormentas
El archivo de las tormentas (en inglés: The Stormlight Archive) es una serie de novelas de fantasía épica escrita por el autor estadounidense Brandon Sanderson. El primero (de diez volúmenes planificados) es El camino de los reyes, se publicó el 31 de agosto de 2010. El segundo, Palabras radiantes, se publicó el 4 de marzo de 2014. El tercero, Juramentada, se publicó el 14 de noviembre de 2017. El cuarto libro de la saga, El ritmo de la guerra, se publicó el 17 de noviembre de 2020 en su versión en inglés y la misma semana en su versión en español. El quinto libro fue publicado el viernes 6 de diciembre de 2024, con el título Viento y Verdad.

## Libros
| #   | Libro                  | Fecha de publicación    | Páginas (Tapa blanda) | Audio   |
| --- | ---------------------- | ----------------------- | --------------------- | ------- |
| 1   | El camino de los reyes | 31 de agosto de 2010    | 1195                  | 45h 34m |
| 2   | Palabras radiantes     | 4 de marzo de 2014      | 1248                  | 48h 14m |
| 2.5 | Danzante del filo      | 22 de noviembre de 2016 | 272                   | 6h 26m  |
| 3   | Juramentada            | 14 de noviembre de 2017 | 1392                  | 55h 02m |
| 3.5 | Esquirla del amanecer  | 10 de junio de 2020     | 256                   | 7h 10m  |
| 4   | El ritmo de la guerra  | 17 de noviembre de 2020 | 1376                  | 57h 26m |
| 5   | Viento y Verdad        | 6 de diciembre de 2024  | 1408                  | 65h 20m |

Se planean diez libros en la serie, divididos en dos conjuntos de cinco libros cada uno. Sanderson describe el arco de la historia planificada del segundo conjunto de cinco libros como una "secuela" del primer conjunto, con algunas apariciones de personajes del primer conjunto. Se planea que el cuarto libro tenga lugar un año después de los eventos de Juramentada. El mayor salto de tiempo en la serie ocurrirá entre el quinto y el sexto libro, que serán aproximadamente 10 o 15 años.

## Conceptos

### Mundo
Roshar es el nombre del planeta en el que transcurre "El archivo de las tormentas". También es el nombre del supercontinente en el que tienen lugar los principales eventos de la saga. Roshar es el segundo planeta desde su sol y tiene tres lunas, cada una de las cuales crece y mengua por separado de las demás. 
El mundo es asaltado periódicamente por fuertes tormentas, Altas Tormentas caracterizadas por un frente muy violento que viaja siempre de este a oeste, seguido de lluvias más débiles. Las tierras en Shinovar, más al oeste en el continente principal de Roshar, están protegidas en su mayoría de las tormentas por los altos picos de las Montañas Brumosas. La mayoría de las plantas que crecen en Shinovar, que se asemejan a la vida vegetal del mundo real, no pueden crecer en otras partes de Roshar. 
Las Altas Tormentas ocurren con frecuencia y, aunque no parecen seguir un patrón simple, los predicetormentas pueden determinar con precisión su horario a través de matemáticas complejas. Los humanos que viven fuera de Shinovar (la gran mayoría) construyen sus ciudades en formaciones naturales de roca como barrancos o simas en el terreno, y la arquitectura suele consistir en edificios reforzados en su cara este.  La flora y la fauna han evolucionado para hacer frente a esta condición, desarrollando caparazones y características subacuáticas.
La moneda de cambio en buena parte del continente es la esfera. Son pequeñas bolas de cristal en cuyo interior se halla una piedra preciosa. El valor de la esfera lo determina el tipo de gema y el tamaño de esta. Estas esferas se iluminan de luz tormentosa al pasar una Alta Tormenta y permiten ver mejor dicha gema (además de ser el principal sistema que se utiliza para iluminar las estancias) al transcurrir las semanas la luz se disuelve, las esferas se vuelven opacas y es más complicado determinar su valor hasta la próxima Alta Tormenta.
También en este mundo existen los spren, pequeños espíritus que aparecen atraídos por las emociones humanas. Por ejemplo, un humano que enfurezca, atraerá furiaspren, que tienen el aspecto de un pequeño charco de agua roja hirviendo. Al obtener un logro o sentirse orgulloso de algo, se atraen glorispren, que son esferas doradas que vuelan alrededor de la cabeza de quien lo atrae. Algunos spren también se ven atraídos por fenómenos naturales o sustancias, como los vientospren o llamaspren. Hay más de sesenta tipos de spren vistos actualmente en la saga.

### Naciones y regiones
Durante las Épocas Heráldicas, Roshar fue gobernada por una coalición de diez naciones conocidas como los Reinos Plateados. Después de la partida de los Heraldos y la desaparición de las Órdenes de los Caballeros Radiantes, esos reinos se dividieron en otros más pequeños. De los cuales los más relevantes son:
- Alezkar: Nación Oriental famosa por sus constantes guerras tanto internas como invasiones a otras naciones. En Alezkar la fe predominante es el vorinismo, una cultura que entre otras cosas establece una rígida división de tareas por género. Solo los hombres tienen permitido portar armas y combatir en la guerra mientras que las mujeres son las únicas que tienen permitido leer y escribir, así como practicar artes como las matemáticas, la cartografía, la música y el dibujo. Es muy característico el tabú de la mano segura, en el que las mujeres no deben llevar al descubierto su mano izquierda, sino utilizar un guante (en el caso de mujeres de clase baja) o un complejo sistema de mangas llamado havah (en el caso de las mujeres pudientes).
- Llanuras Quebradas: Una extensión de kilómetros al sur de Alezkar consistente en un laberinto de cañones y barrancos. Hogar natal de los Parshendi, y lugar donde se centra gran parte de los sucesos de la novela.
- Kharbranth: La ciudad de las Campanas, es una ciudad-estado con salida al mar que alberga un sistema de hospitales envidiado por todo Roshar, posee además el Palaneo, la biblioteca más antigua y más grande de todo el mundo.
- Picos Comecuernos: Regiones montañosas en las que viven los Comecuernos, grandes hombres de pelo rojo que pueden masticar caparazones de crustáceos con sus potentes dientes.
- Herdaz: Nación pequeña al norte de Roshar, fue víctima de múltiples agresiones y genocidios en el pasado lo cual ha provocado muchísimas olas migratorias de herdazianos a todos los países del mundo. Son conocidos por sus extensas familias y su gastronomía callejera.
- Thaylenah: Nación isleña vorinista, famosa por su comercio y su industria naval
- Azir: Un Imperio con gran influencia en numerosas naciones del centro del continente. Es una burocracia gobernada por una compleja jerarquía de administrativos llamados visires. Poseen un complejo código legal que rige todas las normas sociales. Es de las pocas naciones del mundo en la que cualquiera puede ser elegido gobernante, siempre y cuando rellene un complejo, farragoso e inabarcable papeleo.
- Shinovar: Región más occidental de Roshar, único lugar del mundo donde no hay altas tormentas y existen animales como caballos o pollos, que exportan al resto del mundo. En Shinovar la clase social la determina el oficio, siendo los granjeros el equivalente a la nobleza, pues su oficio "suma" al mundo, sin embargo los soldados son el equivalente a los sirvientes, pues su oficio "resta" al mundo. Siguen una religión chamánica que venera a los espíritus en las rocas, considerando sacrílego extraer metal de las minas o caminar sobre piedra.
- Islas Reshi: No es una nación, sino una serie de sociedades que viven a lomos de gigantescos crustáceos que migran por los mares del norte, cada crustáceo alberga a una tribu.

### Personajes
- Szeth Hijo-Hijo-Vallano: Un sinverdad de la etnia Shin, una exótica raza del oeste famosa por su piel blanca y la ausencia de pliegue epicantico. Los sinverdad son inferiores a esclavos, hacen todo lo que su amo les ordena. Szeth puede utilizar la antigua magia de la potenciación, lo cual lo convierte en un asesino temible que llora mientras mata a quienes sus amos ordenan.

- Kaladin: Un esclavo ojos oscuros, la clase baja frente a los nobles ojos claros, que es comprado por el Brillante Señor Sadeas para cargar con pesados puentes, cruciales durante las violentas batallas que se dan en el irregular terreno de las Llanuras Quebradas. Todo cambia cuando le empieza a seguir un pequeño espíritu que responde al nombre de Syl. Kaladin padece de Depresión.

- Shallan Davar: Una noble ojos claros de una familia menor, viaja a la ciudad de Kharbranth para ser instruida como erudita por la famosa Jasnah Kholin en un intento desesperado por salvar el estatus de su familia perseguida por las deudas.

- Dalinar Kholin: Hermano del fallecido Rey Gavilar, fue otrora un soldado legendario durante las Guerras de Unificación de Alezkar, sin embargo corren rumores de que la madurez lo está volviendo senil, sufre delirios y visiones y una voz en su cabeza solo pronuncia una palabra: "Únelos"

- Adolin Kholin: Hijo mayor de Dalinar, consumado espadachin y famoso por cortejar a las damas de los Campamentos de Guerra

- Jasnah Kholin: Hija del fallecido Rey Gavilar, una historiadora de renombre repudiada por sus críticas a la religión y el sexismo imperante en las naciones que siguen la religión Vorin. Famosa por poseer un moldeador de almas, un antiguo artefacto que permite transformar objetos de un material a otro.

- Sagaz: Bufón del actual Rey Elhokar y encargado de insultar a los miembros de la corte según éste se lo ordene para que él no tenga que hacerlo en persona. Es un hombre delgado de rostro afilado, que parece siempre saber más de lo que debería y guardarse para sí varios secretos perdidos en el tiempo.

### Razas
El Archivo de las Tormentas presenta varias razas , aunque la mayoría a menudo se retratan como diferentes etnias de humanos. Algunas de estas razas incluyen:
- Thayleños: Reconocidos comerciantes de una nación isleña de Thaylenah. Poseen largas cejas que se curvan detrás de las orejas.
- Alezi: Originarios de la nación de Alezkar. Poseen piel bronceada, una gran altura y cabello oscuro.
- Natanos: Originarios de la ciudad estado Nueva Natanatan, los Natanos tienen piel azulada.
- Veden: Originarios de la nación de Jah Keved, comúnmente los más religiosos entre los Vorin, los Veden se caracterizan por su piel pálida. Aunque se considera hermoso el pelo negro muchos Veden tienen pelo rojo por su parentesco con los Comecuernos.
- Makabaki: Originarios de las naciones Makabaki siendo Azir el reino más importante política y militarmente, con una cultura altamente burocrática, los Makabaki suelen tener la piel y cabello muy oscuros.
- Shin: Originarios de la lejana nación de Shinovar. Son pálidos y la única raza Roshariana sin pliegue epicantico en los ojos, siendo muy fácilmente reconocibles y frecuentemente nombrados "ojos de bebé" por los Alezi.
- Reshi: Habitantes del archipiélago de las islas Reshi, las cuales no presentan un gobierno unificado, los Reshi suelen tener una piel bronceada y baja estatura.
- Iriali: Habitantes de la región Noroeste de Roshar, son de piel y cabello de color dorado metálico, y son relativamente famosos por tener poco sentido del recato y por su particular adoración a su Dios, llamado el Único.
- Unkalaki: Originarios de los Picos Comecuernos. Los Unkalaki suelen ser de gran altura, piel pálida y cabello rojizo.
- Herdazianos: Originarios de la nación de Herdaz, con familias numerosas y bien conectadas, los Herdazianos tienen unas uñas negras y muy resistentes.
- Parshendi: Originarios de las llanuras quebradas, son altos. Son muy distintos a los humanos,  piel dura que forma patrones de líneas jaspeadas en blanco, rojo o negro. Son famosos por la devoción que muestran a sus muertos y por cantar cuando van al combate. Tras asumir la responsabilidad por el asesinato de Gavilar Kholin, guerrean con los Alezi.
- Parshmenios: Raza esclava repartida por todo Roshar. Son similares a los Parshendi, pero más bajitos y rechonchos. Los Parshmenios son una raza dócil y poco inteligente, incapaces de formar frases complejas o de hacer algo sin que se lo ordenen primero. De hecho Parshendi significa "Parshmenios que saben pensar" Esta docilidad los vuelve los perfectos esclavos, por lo que solo son comprados por familias muy adineradas.

### Temas
El Archivo de las Tormentas es una saga tan extensa que es inevitable que se traten una gran variedad de temas. Los personajes afrontan conflictos con profundas raíces filosóficas que repercuten sobre el entorno que les rodea y su relación con ellos mismos. Algunos de los temas que se tratan en las novelas son:
- Consecuencialismo frente a Deontologismo: En muchos de los conflictos a los que se enfrentan los personajes se pone en tela de juicio qué medios se utilizan para obtener ciertos fines y si la obtención de dichos fines justifica los medios utilizados.

- Salud mental: La gran mayoría de los personajes que emplean algún tipo de magia (llamada Investidura en los libros de Sanderson) sufren algún tipo de trastorno mental. Desde Depresión, Trastorno por estrés postraumático, Trastorno de identidad disociativo, etc. Si bien no se publicitan como novelas sobre salud mental es una cuestión sobre la que gira de forma constante las tramas de los personajes.

- Religión: Tema recurrente en las novelas de Sanderson. Son frecuentes las críticas o debates a las dimensiones sociales de la religión. Como pueden ser las contradicciones religiosas, la relación de las élites religiosas con sus feligreses, la relación de la religión con el poder político, etc. Sin embargo también se tratan temas más abstractos como el libre albedrío, la muerte de dios o paradoja de la omnipotencia.

- Liderazgo: Sanderson utiliza diversos tipos de líderes en sus novelas. En ellas habla de la naturaleza del liderazgo y qué es lo que hace al buen líder. El propio Brandon ha mencionado a Sun Tzu y sus frecuentes entrevistas con militares en las que les preguntaba qué cualidades valoran en un líder como importantes inspiraciones.

- Simetría: En el Archivo de las Tormentas la simetría juega un papel crucial. Todos los nombres sagrados son palíndromos simétricos y las ciudades tienden a tener simetría radial vistas desde el cielo. En Roshar se crean poemas palíndromos denominados ketek, parecidos a los haiku japoneses, para imitar esta simetría. Como dato curioso, las iniciales de los primeros cinco libros en inglés también forman un palíndromo simétrico (tWoK-WoR-O-RoW-koWT)

## Acogida

#### El camino de los reyes
En su primera semana de lanzamiento, El camino de los reyes fue n.º 7 en la lista de best seller del New York Times. En las semanas siguientes, el libro fue el número 11, el número 20 y el número 25.
SF Reviews señaló: «El viaje es lujoso, el paisaje a menudo es impresionante, pero El camino de los reyes es realmente un camino largo y sinuoso». KeepingTheDoor.com comentó: «El camino de los reyes es una serie que, como La rueda del tiempo de Robert Jordan, Canción de hielo y fuego de George R. R. Martin y las epopeyas de El reino de los Vetulus de Robin Hobb, todo aficionado de la fantasía debe leer y estar familiarizado. Esta será una de las series gigantes que ayudarán a dar forma a toda la escena. Tómese una semana libre y compre El camino de los reyes. No se arrepentirá».

#### Palabras radiantes
En su primera semana de lanzamiento, Palabras radiantes debutó en el número 1 en la lista de libros más vendidos de ficción de tapa dura del New York Times. También alcanzó el número 1 en la lista combinada de libros más vendidos impresos y electrónicos y en la lista de libros más vendidos de Kobo. Ocupó el puesto n°3 en la lista nacional de libros independientes más vendidos y el n°6 en la lista de libros de ficción de tapa dura más vendidos de la Asociación de libreros independientes del sur de California. El editor del libro en el Reino Unido, Gollancz, debutó con Palabras radiantes en el número 2 de la lista de libros más vendidos del Sunday Times.
por io9 calificó el libro como "un gigante al estilo de fantasía de la vieja escuela de los 90", y también comentó: "Mientras Sanderson continúa construyendo sus personajes y revelando quiénes son (especialmente en el caso del pasado de Shallan) todavía se aferra a una trama general que conduce implacablemente a un final que solo puede describirse como 'épico'".
Otra reseña publicada por Tor Books comentó: "Palabras radiantes aprovecha el trabajo preliminar proporcionado por El camino de los reyes, construyendo el mundo y el sistema mientras revela muchos más puntos potenciales de especulación". También decía: «Entonces, a usted, afortunado lector, que tiene la opción de comprar o no el libro, le doy este consejo. El viaje valdrá la pena. Sí, debe comprar este libro. Sí, esta es una serie que vale la pena seguir hasta el final. Estoy contento de emprender este viaje, y espero que tú también lo hagas».

#### Juramentada
Al igual que su predecesora, Juramentada debutó en el número 1 en la lista de libros más vendidos de ficción de tapa dura del New York Times. También debutó en el número 1 en la lista de Audible, en el número 2 en la lista combinada de libros impresos y libros electrónicos más vendidos del NY Times y en el número 6 en la lista de tapa dura del Sunday Times de Londres en el Reino Unido.
En una reseña para The A.V. Club, Samantha Nelson comentó que «Juramentada muestra que la historia de Sanderson podría no ser lo suficientemente poderosa como para durar los 10 libros que planeó el autor. El libro tiene algunas sorpresas, con hechos heroicos que no siempre salen tan bien como se planeó, y hay mucho humor», concluyendo que «Sanderson necesita mantener las cosas frescas si va a valer la pena continuar con su batalla».
Aidan Moher de Barnes & Noble dijo, en una reseña más positiva, que «tres volúmenes en lo profundo de El archivo de las tormentas, Sanderson continúa cumpliendo todas las promesas que el género ha hecho. Tiene un montón de acción y guerra y agrega nuevas capas a sus característicos sistemas mágicos».

### Premios y nominaciones
| Año  | Libro                  | Premio                     | Categoría                             | Resultado | Ref    |
| ---- | ---------------------- | -------------------------- | ------------------------------------- | --------- | ------ |
| 2010 | El Camino de los Reyes | Whitney Awards             | Mejor novela del año                  | Ganador   | [ 10 ] |
| 2010 | El Camino de los Reyes | Whitney Awards             | Mejor ficción especulativa            | Ganador   | [ 10 ] |
| 2010 | El Camino de los Reyes | Goodreads Choice Awards    | Mejor novela de fantasía              | Nominado  | [ 11 ] |
| 2011 | El Camino de los Reyes | David Gemmell Legend Award | Mejor novela                          | Ganador   | [ 12 ] |
| 2011 | El Camino de los Reyes | Locus Awards               | Mejor novela de fantasía              | Nominado  | [ 13 ] |
| 2014 | Palabras Radiantes     | Whitney Awards             | Mejor ficción especulativa            | Ganador   | [ 14 ] |
| 2014 | Palabras Radiantes     | Goodreads Choice Awards    | Mejor novela de fantasía              | Nominado  | [ 15 ] |
| 2015 | Palabras Radiantes     | Audie Award                | Mejor novela de fantasía (audiolibro) | Ganador   | [ 16 ] |
| 2015 | Palabras Radiantes     | Locus Awards               | Mejor novela de fantasía              | Nominado  | [ 17 ] |
| 2015 | Palabras Radiantes     | David Gemmell Legend Award | Mejor novela                          | Ganador   | [ 18 ] |
| 2015 | Palabras Radiantes     | David Gemmell Legend Award | Portada                               | Ganador   | [ 18 ] |
| 2017 | Juramentada            | Goodreads Choice Awards    | Mejor novela de fantasía              | Nominado  | [ 19 ] |
| 2018 | Juramentada            | David Gemmell Legend Award | Mejor novela                          | Nominado  | [ 20 ] |
| 2018 | Juramentada            | David Gemmell Legend Award | Portada                               | Nominado  | [ 20 ] |
| 2018 | Juramentada            | BookNest Fantasy Awards    | Mejor editor tradicional novel        | Nominado  | [ 21 ] |
| 2020 | El Ritmo de la Guerra  | Goodreads Choice Awards    | Mejor novela de fantasía              | Nominado  | [ 22 ] |
| 2020 | El Ritmo de la Guerra  | BookNest Fantasy Awards    | Mejor editor tradicional novel        | Nominado  | [ 23 ] |